# Podbrzezie (Kraków)

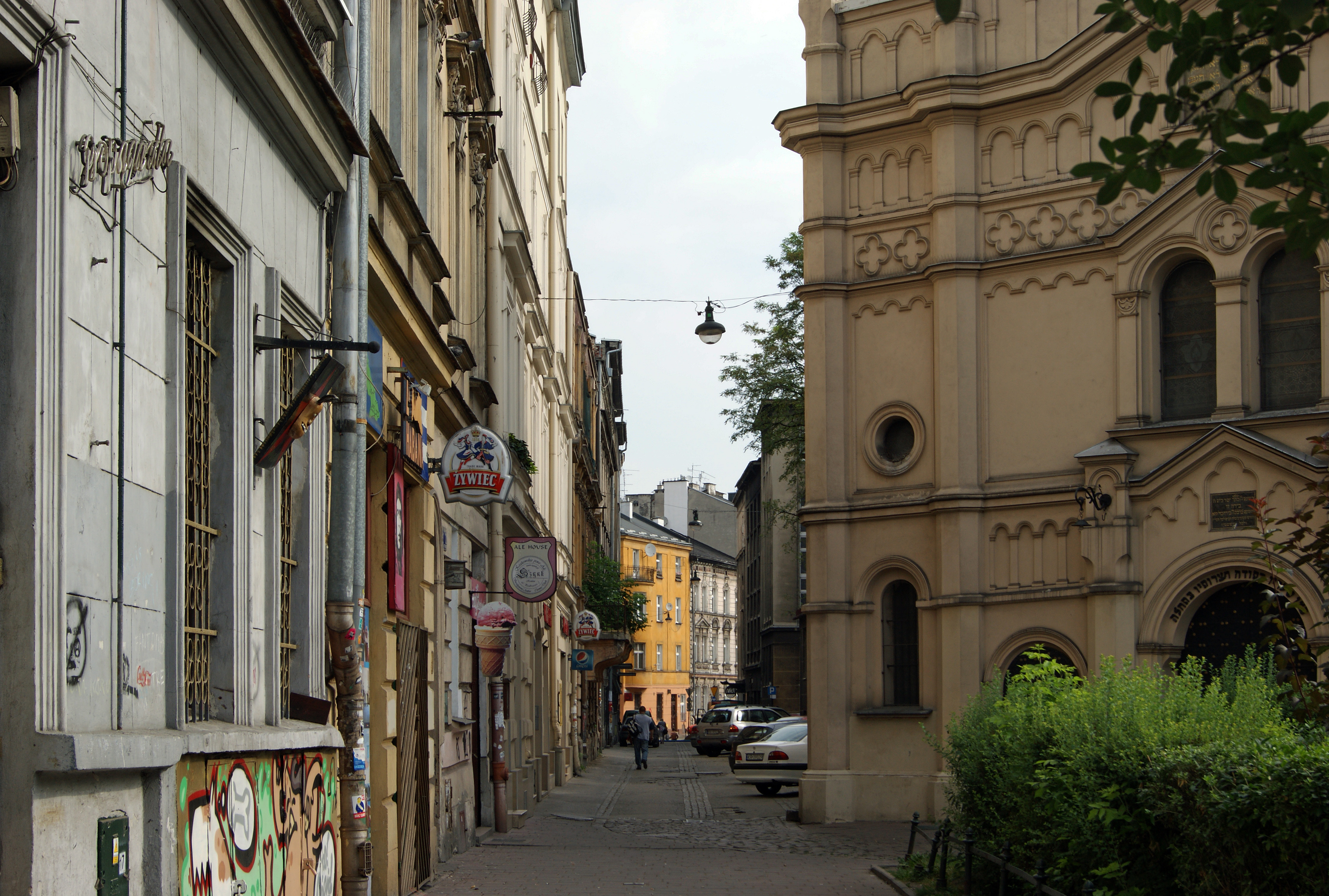
Ulica Podbrzezie, miejsce dawnej osady

Podbrzezie – dawna osada rybacka w Krakowie, położona na brzegu Starej Wisły, przy dawnej bramie Glinianej, stanowiła przedmieście Kazimierza.
Pierwotnie nosiła nazwę „Blechy”. Była zasiedlona już w XIV wieku. W latach 1470–1480 była wzmiankowana jako „Podbrzeże” i stanowiła własność miasta Kazimierz. Osada podlegała parafii św. Jakuba. W 1481 roku wielkorządca krakowski Grzegorz z Lubrańca zatwierdził statuty rybaków z osady Podbrzezie, nadające im przywilej możliwości łowienia ryb w Wiśle na odcinku pomiędzy Starą Wisłą a Przegorzałami. 

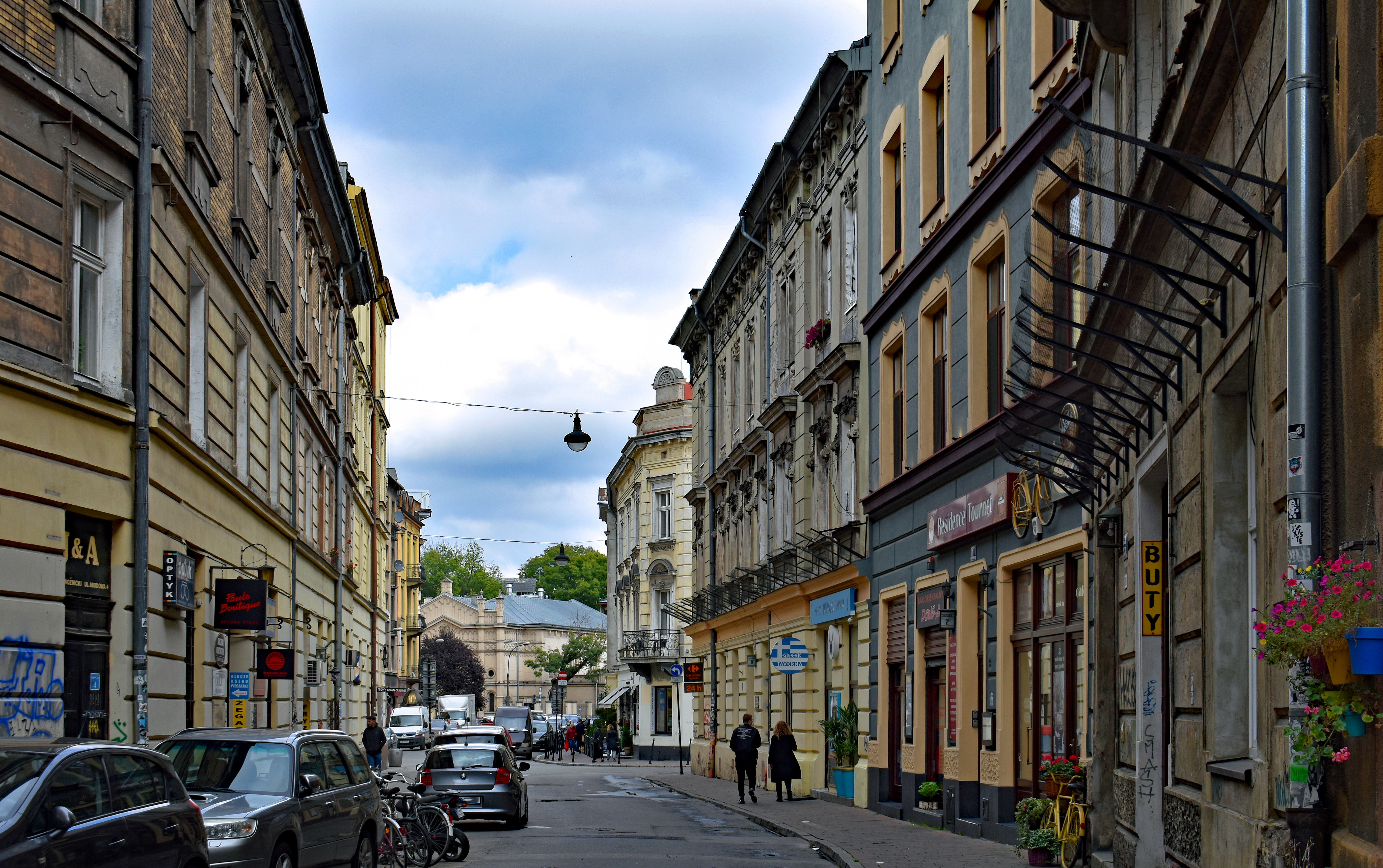
Ulica Miodowa, miejsce dawnej osady, graniczące ze Starą Wisłą (ob. ul. Józefa Dietla)

W 1551 roku Bona Sforza sprzedała swoją posiadłość znajdującą się na terenie osady Podbrzezie, która zwana była „Januszowską” W. S. Jordanowi. W 1632 roku osada liczyła 59 domów i dworów, a na jej terenie znajdowały się liczne ogrody i grunty należące do mieszczan, szlachty i duchowieństwa kazimierskiego. W latach 1655–1657 osada została zniszczona podczas okupacji Krakowa przez Szwedów. 
Na przełomie XVII i XVIII wieku na terenie osady Podbrzezie znajdował się dwór Marcina Kazimierza Kątskiego. W 1800 roku na podstawie dekretu władz austriackich osada Podbrzezie została włączona w granicę Krakowa wraz z Kazimierzem jako IV dzielnica Miasta. 
Około 1869 roku w miejscu średniowiecznego szlaku biegnącego terenem osady, wzdłuż brzegu dawnego koryta Starej Wisły wytyczono ulicę Podbrzezie. Pod koniec XIX wieku koryto Starej Wisły zostało zasypane, a w jego miejscu wytyczono obecną ulicę Józefa Dietla. Od 1991 roku osada znajduje się na terenie Dzielnicy I Stare Miasto.